# Hans von Rüte
Hans von Rüte (* um 1500; † 23. März 1558 in Zofingen) war ein Berner Dramatiker und Chronist der Reformationszeit.
Seine an mehreren Spieltagen während der Fastnacht in der Berner Altstadt aufgeführten Dramen gelten als repräsentative Zeugnisse der Schweizer Reformationszeit.

## Leben
1528 kaufte sich Hans von Rüte mit sechs  Bernpfund in die bernische Gesellschaft zu Schmieden ein und wurde damit Burger von Bern. Über seine Herkunft, seine Ausbildung und seinen Werdegang vor der Berner Zeit ist nichts bekannt. Eine Abstammung aus Solothurn erscheint wahrscheinlich, möglich sind jedoch auch eine Herkunft aus dem Emmental, aus der Stadt Bern selbst oder aus Aarau.
Ebenfalls bereits 1528 heiratete er die aus einem vornehmen Berner Burgergeschlecht stammende, unehelich geborene ehemalige Nonne Cathrin Hetzel von Lindnach, die ihm mindestens 11 Kinder gebar.
Nach ersten Anstellungen als Notariats- und Unterschreiber wurde Hans von Rüte am Ostermontag 1531 zum Gerichtsschreiber von Bern ernannt und zugleich in den Grossen Rat gewählt. Dieser schnelle Aufstieg ist bemerkenswert, denn als Gerichtsschreiber war er einer der bedeutendsten Beamten des reformierten Stadtstaates Bern. Als wichtiger Magistralbeamter besass er nicht nur ein hohes Ansehen, sondern auch ein beträchtliches Einkommen. Sein hoher Status ist unter anderem auch daran erkennbar, dass er ein eigenes persönliches Siegel führte, welches die Echtheit der von ihm aufgesetzten Dokumente gewährleisten sollte. Als einzige juristisch ausgebildete Amtsperson von Bern war der Gerichtsschreiber der Hauptträger gerichtlicher Abläufe. Er hatte die Gerichtsakten und die Prozessprotokolle aufzusetzen und erfüllte weitere polizeiliche und repräsentative Aufgaben. Zum Amt als Gerichtsschreiber gehörten auch verschiedene Nebenämter, wie z. B. das Kornschreiberamt oder das Abnehmen von Prüfungen zukünftiger Schreiber. Die Protokolle von Hans von Rüte lassen erkennen, dass er das Handwerk des Schreibers vorzüglich beherrschte: es sind in seinen Notizen kaum Korrekturen oder Streichungen vorhanden.
1545 hatte er sich wegen Ehebruchs vor dem Berner Chorgericht zu verantworten und verlor, da er des Delikts für schuldig befunden wurde, seine Stelle als Gerichtsschreiber. Öffentliche Amtspersonen wurden, weil sie eine Vorbildfunktion zu erfüllen hatten, bei Verstössen gegen das Sittengesetz mit dem Verlust ihrer Anstellung bestraft. Zudem war bei Ehebruch eine fünftägige Haftstrafe bei Wasser und Brot vorgesehen. Allerdings haben wir keine Kenntnisse davon, ob Hans von Rüte eine solche Haftstrafe auch absitzen musste. Nach seiner Entlassung übernahm er den Auftrag, die Berner Chronik des Valerius Anshelm zu kopieren.
Bereits im Sommer 1546 wurde er allerdings wieder in sein Amt als Gerichtsschreiber eingesetzt und blieb dort bis 1555 die Wahl zum Stiftsschaffner von Zofingen erfolgte. Längere Zeit war er der amtsälteste Gerichtsschreiber der Stadt Bern. 1558 starb Hans von Rüte in Zofingen. Das Amt als Stiftsschaffner hatte er bis zuletzt inne, allerdings ging ihm ein Schwiegersohn zur Hand.

## Leistungen
Das Werk von Hans von Rüte umfasst ein Fastnachtsspiel und fünf längere Reformationsdramen. Seine Dramen haben eine biblische Fabel als Grundlage, die er aufmerksam und mit einer grossen Detailtreue in die sonst völlig frei gestalteten Spiele einfliessen lässt.
Zudem trägt die bereinigte und systematisch aufgebaute Berner Stadtsatzung von 1539 seine Handschrift. Hans von Rüte schied alles aus, was nicht zum Stadtgesetz gehörte und ordnete die übrig gebliebenen Teile in vier Hauptabschnitten neu an. Bereits zu seinen Lebzeiten galt dies als hervorragende Leistung und Zeugnis seines ausserordentlichen juristischen Sachverstandes.
Das kurz vor der Ernennung Hans von Rüte’s zum Gerichtsschreiber 1531 in Bern aufgeführte und 1532 gedruckte Fastnachtspiel verbindet ein herkömmliches Fastnachtspiel nach dem Vorbild der Spiele von Niklaus Manuel mit dem Kampf der protestantischen Obrigkeit gegen die Abgötterei.
Die um die Dame „Wirrwärr“ gelegte Erzählung verspottet die Heiligenverehrung der Katholiken.
Bereits das zweite Spiel zur Geschichte von Joseph und seinen Brüdern – 1538 aufgeführt – ist so umfangreich, dass es an zwei Spieltagen inszeniert werden musste. Die Aufführungen fanden jeweils an der Kreuzgasse unter freiem Himmel statt. Zur Erhaltung der Aufmerksamkeit des Publikums und der Auflockerung halber wurden die Spiele mit Chorliedern angereichert und von Festessen unterbrochen.
Inhaltlich ergänzt er die Rahmengeschichte mit zahlreichen Details, z. B. einer Gerichtszene aus dem mittelalterlichen Bern.
Das Hauptthema von Gideon (1540) war das Verhältnis des einen wahren Gottes zu den Götzen der Philister, in Noah (1546) drehte sich die Handlung um das Generationenproblem zwischen Noah und seinem Sohn Cham.
Die Karriere von Hans von Rüte und seine in den Dramen sichtbare Kenntnis der Klassiker zeigen die gute humanistische Bildung, über die er verfügt haben muss.
Das Osterspiel von 1552 war wahrscheinlich eine Auftragsarbeit und wurde nicht mehr öffentlich, sondern nur noch in der Zunft „zun Schmieden“ aufgeführt. Inhaltlich hatte es keinen Zusammenhang mit Ostern, denn es zeigte die Öffnung des Buches der sieben Siegel (beschrieben im Johannesevangelium). Wahrscheinlich wurden grosse Teile dieses Stückes gesungen.
Sein letztes Drama, Goliath, wurde 1555 gedruckt und wahrscheinlich früher in Bern aufgeführt. Hier thematisierte Hans von Rüte das Soldatenleben der Schweizer des 16. Jahrhunderts.
Hans von Rüte hat in seinen Dramen die offizielle Politik des Berner Rates vertreten. Nicht zuletzt deshalb haben ihn die Berner Behörden ab 1552 auch als Zensor für andere Spiele eingesetzt.

## Werke
- Sämtliche Dramen in drei Bänden. Hrsg. von Friedericke Christ-Kutter et al., Paul Haupt, Bern 2000, ISBN 3-258-06157-2.

### Die einzelnen Reformationsdramen
- 1532 Fasznachtspiel
- 1538 Joseph
- 1540 Gedeon
- 1546 Noe
- 1555 Goliath
- 1552 Osterspiel